# Arctocephalus gazella
Arctocephalus gazella (Кергеленський морський котик) — вид тварин родини Отарієвих. Країни поширення: Антарктида, Аргентина, Австралія, Бразилія, Чилі, Південна Африка.

## Умови існування
A. gazella здійснюють короткі неглибокі занурення, в основному в нічний час. Середня глибина і тривалість занурення збільшуються в період лактації. Цуценята відлучаються від годування молоком в близько чотири місяці. Після цього самиці широко розходяться і рідко з'являються в колонії до наступного сезону розмноження. Здобиччю є головоногі молюски, риби, пінгвіни.

## Зовнішність
Дорослі самці 172-97 см в довжину і важать 126-60 кг. Дорослі самиці 113-39 довжину довжину і важать 30-51 кг. Спина і боки від сірого до злегка коричневого кольору, шия та низ кремові. Самець має добре розвинену гриву з багатьма білими волосками, які надають їй сивий зовнішній вигляд. У порівнянні з Arctocephalus tropicalis, з яким він перекривається в діапазоні поширення, в Arctocephalus gazella відсутнє помітно жовте забарвлення грудей і має явно довше, менш громіздке тілом, тоншу шию, відносно більші передні ласти, і менші очі.

## Розмноження та вигодовування
Вік першої репродукції становить 3 роки для самиць і 7 років для самців. Загальна тривалість вагітності: 11,75 місяців. Новонароджені важать 6 кг, їх довжина: 65 см, їхнє хутро темно-коричневе або чорне. A. gazella дуже полігамні. Розмноження відбувається з кінця листопада до кінця грудня. Періоди живлення самиць у морі й відвідування цуценят відрізняються в залежності від пори року в залежності від наявності головного видобутку, дорослого криля, але зазвичай тривають 4-5 днів на морі, і 2-3 дні на березі.